# Don Crabtree
Don Crabtree, né le 8 juin 1912 et mort le 16 novembre 1980, dans l’Idaho, est un préhistorien tailleur de silex, pionnier de l'archéologie expérimentale aux États-Unis.
Doyen des tailleurs de silex nord-américains, il était autodidacte même s'il reçut un doctorat honoraire de l'université de l'Idaho. Son ouvrage de 1972, intitulé An Introduction to Flintworking (Une introduction à la taille du silex), demeure une référence pour les étudiants s'intéressant à la technologie lithique. Il est connu pour avoir énoncé la loi de Crabtree, selon laquelle « plus le degré de finition d'un artéfact de pierre est élevé, que ce soit par taille, par meulage et/ou par polissage, plus il est difficile d'établir par quel moyen cet artéfact a été produit ».

## Parcours
Don E. Crabtree est né à Heyburn (Idaho) le 8 juin 1912. Il finit ses études au lycée de Twin Falls en 1930. Il travaille ensuite pour la Idaho Power Company. Peu après il se rend en Californie où il intègre le Long Beach Junior College au milieu des années 1930 dans l’intention de se former à la géologie et à la paléontologie. Crabtree étant très actif et n’appréciant pas les études, il abandonne l'université après un seul semestre. En 1939, il découvre qu’il est atteint d’un cancer, ce qui interrompt momentanément son auto-apprentissage en archéologie. Durant la Seconde Guerre mondiale, il rencontre Evelyn et l’épouse en 1943, alors qu’il travaille pour la Bethlehem Steel Company en Californie.
Crabtree passe les 30 années suivantes à assister certains des plus grands noms de l’archéologie d’alors, dont Alfred Louis Kroeber. Il est également sollicité comme expert sur des sites tels que Clovis. Après une carrière fructueuse, il meurt le 16 novembre 1980 à Twin Falls des complications d’une pathologie cardiaque.

## Travaux
Par des expériences pratiques et des études de pièces archéologiques, qu'il s'agisse des objets finis ou des sous-produits liés à leur réalisation, Crabtree réussit à maitriser la production de répliques de nombreux objets anciens en silex et en obsidienne.

## Publications[2]
- Mastodon Bone with Artifacts in California. 1939. American Antiquity 5(2):148-149.
- Notes on Experiments in Flintknapping: 1. Heat-Treatment of Silica Materials (with B. Robert Butler). 1964. Tebiwa 7(1):1-6.
- A Stoneworker's Approach to Analyzing and Replicating the Lindenmeier Folsom. 1966. Tebiwa 9(1):3-39.
- Notes on Experiments in Flintknapping: 3. The Flintknapper's Raw Materials. 1967. Tebiwa 10(1):8-24.
- Notes on Experiments in Flintknapping: 4. Tools Used for Making Flaked Stone Artifacts. 1967. Tebiwa 10(1):60-71.
- Archaeological Evidence of Acculturation Along the Oregon Trail. 1968. Tebiwa 11(2):38-42.
- Experimental Manufacture of Wooden Implements with Tools of Flaked Stone.1968. Science 159(3812):426-428.
- Mesoamerican Polyhedral Cores and Prismatic Blades. 1968. American Antiquity 33(4):446-478.
- Edge-Ground Cobbles and Blade-Making in the Northwest (with Earl H. Swanson, Jr.). 1968. Tebiwa 11(2):50-58.
- The Corbiac Blade Technique and Other Experiments. 1969. Tebiwa 12(2):1-21.
- A Technological Description of Artifacts in Assemblage I, Wilson Butte Cave, Idaho. 1969. Current Anthropology (10)4:366-367.
- Flaking Stone Tools with Wooden Implements. 1970. Science 169(3941):146-153.
- Man's Oldest Craft Re-created (with Ricard A. Gould). 1970. Curator 13(3)179-198.
- An Introduction to Flintworking. 1972. Occasional Papers of the Idaho State University Museum, No. 28.
- The Cone Fracture Principle and the Manufacture of Lithic Materials. 1972. Tebiwa 15(2):29-42.
- Experiments in Replicating Hohokam Points. 1973. Tebiwa 16(1):10-45.
- The Obtuse Angle as a Functional Edge. 1973. Tebiwa 16(1):46-53.
- Grinding and Smoothing of Stone Artifacts. 1974. Tebiwa 17(1):1-6.
- Unusual Milling Stone from Battle Mountain, Nevada. 1974. Tebiwa 17(1):89-91.
- Comments on Lithic Technology and Experimental Archaeology in Lithic Technology: Making and Using Stone Tools edited by Earl H. Swanson, Jr., pp 105–114. 1975. World Series in Anthropology. Mouton.
- Comment on "A History of Flintknapping Experimentation, 1838-1976". 1978. Current Anthropology (19)1:360.